# لو لیه
لو لیه (انگلیسی: Lo Lieh؛ ۲۹ ژوئن ۱۹۳۹ – ۲ نوامبر ۲۰۰۲) با نام اصلیِ «وانگ لاپ تات» بازیگر اهل هنگ کنگ بود.
او در اندونزی زاده شده بود و بعدها با والدینش به چین آمده و به مدرسهٔ بازیگری هنگ کنگ پیوست. وی یکی از مشهورترین بازیگران فیلم‌های رزمی در اواخر دههٔ ۶۰ و دههٔ ۷۰ میلادی در هنگ کنگ بود.
از فیلم‌ها یا برنامه‌های تلویزیونی که وی در آن نقش داشته است، می‌توان به آنجا که خورشید نمی‌تابد، همیشه اژدها، چند سوپرمن در مشرق‌زمین، معجزه و شمشیرزن یک دست اشاره کرد.